# 712年
| 千纪： | 1千纪                                                                                           |
| 世纪： | 7世纪 \| 8世纪 \| 9世纪                                                                         |
| 年代： | 680年代 \| 690年代 \| 700年代 \| 710年代 \| 720年代 \| 730年代 \| 740年代                       |
| 年份： | 707年 \| 708年 \| 709年 \| 710年 \| 711年 \| 712年 \| 713年 \| 714年 \| 715年 \| 716年 \| 717年 |
| 纪年： | 壬子年（鼠年）；唐（新罗）景雲三年，太極元年，延和元年，先天元年；日本和銅五年                  |

## 大事记
- 中国
  - 唐睿宗将皇位传给皇太子李隆基，是为唐玄宗。
- 六月，幽州大都督孙佺率唐军击奚李大酺于冷陉。唐李楷洛为前锋，遇奚军，战败。孙佺引兵南撤，为李大酺追击，全军溃败，孙佺阵亡。

- 日本
  - 古事記完成。

## 各国领袖

### 非洲
- 马库里亚王国 - Merkurios，马库里亚国王（697年－722年）
- Nekor王国 - Salih I ibn Mansur（710年－749年）

### 美洲
- 卡拉克穆尔 – Yuknoom Yich'aak K'ahk'（702年－731年）
- 科潘 - 瓦沙克拉洪·乌巴·卡维尔（675年－738年）
- 蒂卡尔 - Hasaw Chan K'awil（682年－732年）

### 亚洲
- 中国（唐朝） -
  1. 唐睿宗李旦，中国皇帝（710年－712年）
  2. 唐玄宗李隆基，中国皇帝（712年－756年）
- 日本（飛鳥時代）- 元明天皇，日本天皇（707年－715年）
- 朝鲜半岛（统一新罗）- 圣德王，新罗王（702年－737年）
- 帕拉瓦王朝 - Nandivarman II（710年－775年）
- 震国 - 高王大祚荣，震国王（698年－719年）
- 吐蕃 - 赤德祖赞，赞普（704年－755年）
- 后突厥 - 默啜，可汗（694年－716年）
- 突骑施 - 娑葛，可汗（706年－714年左右）

### 中东
- 阿拉伯帝国 - 瓦利德一世，哈里发（705年－715年）

### 欧洲
- 保加利亚 - 特尔维尔（英语：Tervel of Bulgaria），保加利亚可汗（695年－715年）
- 拜占庭帝国 - 菲利皮科斯（711年－713年）
- 法兰克王国 - 达戈贝尔特三世，法兰克国王（711年－715年）
  - 丕平二世，宫相（687年－714年）
- 弗里西亚 - 雷德白（英语：Radbod，King of the Frisians）（678年－719年）
- 格鲁吉亚 -
  - 巴格拉季昂王朝 - Nerse（705年－742年）
- 伦巴底王国 -
  1. 阿里伯特二世（Aripert II）（701年－712年）
  2. 安斯普兰德（Ansprand）（712年）
  3. 利乌特普兰德（712年－744年）
- 塞尔维亚 - Ratimir，塞尔维亚统治者（700年－730年）
- 威尼斯共和国 - 保罗·吕齐奥·阿纳法斯托，威尼斯总督（697年－717年）
- 西哥特王国 - 阿吉拉二世（Achila II）（711年－714年）
- 爱尔兰 - Fergal mac Máele Dúin，爱尔兰高王（英语：List of High Kings of Ireland）（710年－722年）
  - 康诺特 - Indrechtach mac Muiredaig，康诺特王（707年－723年）
  - Uí Maine - Dluthach mac Fithcheallach（711年－738年）
  - 伦斯特 - Cellach Cualann，伦斯特君主（693年－715年）
  - Ulaid - Áed Róin（708年－735年）
- 英格兰 (七国时代) - 
  - 东盎格利亚 - 埃尔德伍尔夫（英语：Ealdwulf of East Anglia）（663年－713年）
  - 埃塞克斯王国 - Saelred（709年－746年）
  - 肯特王国 - 威特瑞德（英语：Wihtred of Kent）（690年－725年）
  - 默西亚王国 - Ceolred，默西亚国王（709年－716年）
  - 诺森布里亚 - Osred I，诺森布里亚国王（705年－716年）
  - 萨塞克斯王国 -
    - 内特尔姆（英语：Nothelm of Sussex） （在世期692年－725年）
    - 沃茨（英语：Watt of Sussex）（在世期692年－725年）

  - 韦塞克斯 - 伊尼，韦塞克斯国王（688年－726年）
- 苏格兰
  - Dál Riata - Selbach mac Ferchair（700年－723年）
  - Strathclyde王国 -
  - 皮克特王国 - Nechtan mac Der-Ilei，皮克特国王（706年－724年）
- 威尔士 -
  - Gwynedd王国 - Idwal Iwrch（682年－720年）
  - Powys王国

## 出生
- 杜甫，唐朝詩人。

## 逝世
- 武攸暨，武則天之堂侄、太平公主第二任丈夫。